# Hemisteptia
Hemisteptia là một chi thực vật có hoa trong họ Cúc (Asteraceae).

## Loài
Chi Hemisteptia gồm các loài: